# Messa nella cena del Signore
La messa vespertina «cena del Signore» è la messa che si celebra nelle ore serali del Giovedì santo.

## Etimologia
In latino è denominata ufficialmente Missa in cena Domini e (nell'ultima edizione del Messale tridentino) Missa solemnis in cena Domini. A volte la parola latina cena è scritta con la grafia medievale coena, usando il grafema œ, cœna, per un'errata etimologia dal greco, come in edizioni del Messale Romano prima del 1962 e ancora in recenti pubblicazioni internet del sito web della Santa Sede.
In essa si ricorda, ancora più esplicitamente che in altre messe, l'Ultima Cena di Gesù con i suoi apostoli, dichiarandoː "In questo giorno, vigilia della sua passione, sofferta per la salvezza nostra e del mondo intero, egli prese il pane ...". Anche il rito della lavanda dei piedi, che si può compiere nel corso della messa, rimanda allo stesso avvenimento.

## Altre messe nel Giovedì Santo
La messa vespertina «cena del Signore» dà inizio al Triduo pasquale, tre giorni liturgici da giovedì santo sera (vigilia di venerdì santo della passione del Signore) a domenica di Pasqua intera. La precedente parte del giovedì santo è perciò una normale giornata del tempo di Quaresima. Si prevede la celebrazione nelle cattedrali della messa del crisma nella mattinata. Inoltre, dove esiste una effettiva ragione pastorale, l'Ordinario del luogo può permettere che si celebri una seconda messa perfino (se veramente necessario) nelle ore matutine.

## Struttura nel rito romano
La messa può essere preceduta dalla presentazione degli olii (crisma, olio dei catecumeni e olio degli infermi), benedetti la mattina dal vescovo durante la Messa crismale, mediante una breve processione fino all'altare, dove vengono appoggiati ed incensati. 
Poi la celebrazione comincia con il solito saluto iniziale del sacerdote e l'atto penitenziale. Segue il Gloria, durante il quale si suonano le campane a festa, secondo gli usi locali. Dopo questo vengono "legate" le campane, cioè non vengono più suonate fino al Gloria della veglia pasquale, nella notte fra il sabato santo e il giorno di Pasqua, per sottolineare con il silenzio l'attesa della gioia pasquale, quando le campane stesse risuonano a festa. Nel frattempo è consentito l'uso dell'organo solo per accompagnare il canto.
La liturgia della Parola consta dei seguenti testi:
- prima lettura dal Libro dell'Esodo (Es 12,1-8.11-14[6])
- salmo responsoriale (Sal 115[7])
- seconda lettura dalla Prima Lettera ai Corinzi di San Paolo apostolo (1Cor 11,23-26[8])
- brano evangelico dal Vangelo secondo Giovanni (Gv 13,1-15[9])

Dopo la liturgia della parola si può compiere il gesto della lavanda dei piedi, detto anche Mandatumː il sacerdote, tolta, se necessario, la casula, lava i piedi ad alcune persone scelte (di cui non è specificato né il numero né il sesso). Durante questo atto si propone il canto di alcune antifone, fra le quali "«Vi do un comandamento nuovo che vi amiate gli uni gli altri, come io ho amato voi», dice il Signore" (Gv 13,34)
La preghiera eucaristica I o Canone Romano contiene tre parti proprie di questa messa (il Communuicantes, l'Hanc igitur e il Qui pridie. Le Preghiere eucaristiche II e III hanno ciascuna, nella versione italiana, ma non nel Messale romano in versione latina, una sola parte propria.
Dopo la comunione una pisside, contenente Ostie consacrate da distribuire nella liturgia del venerdì santo, viene lasciata sull'altare, coperta con il conopeo; quindi, dopo la recitazione dell'orazione dopo la comunione, è portata in processione, accompagnata dalle prime quattro strofe dell'inno Pange lingua o da un altro inno eucaristico, all'Altare della reposizione del Santissimo Sacramento, addobbato a dovere con candelabri, residenza, ornamenti e fiori. Lì vengono intonate le ultime due strofe del Pange lingua, cioè il Tantum ergo e la dossologia o un altro inno eucaristico. Durante la processione, il celebrante indossa il velo omerale; in alcuni luoghi è accompagnato con l'ombrello processionale che, però, non è previsto nel testo del Messale romano.
I fedeli sono invitati a restare ancora qualche tempo in chiesa per l'adorazione solenne del Santissimo Sacramento, custodito in un tabernacolo chiuso. La solennità dell'adorazione deve, però, terminare al più tardi a mezzanotte.
Fino alla veglia pasquale non si celebra più l'eucaristia. Il venerdì santo, infatti, non ha luogo la messa ma la celebrazione della Passione del Signore, che contempla soltanto la comunione con le particole consacrate nella Messa in Cena Domini.

### La celebrazione nella forma straordinaria del rito romano
Nel Messale tridentino del 1962 in nessun caso si permette celebrare di mattina alcuna messa oltre a quella del crisma; la messa vespertina deve avere forma di messa solenne o almeno di messa cantata. La liturgia della Parola non ha alcuna lettura dell'Antico Testamento, né alcun salmo responsoriale. La lavanda dei piedi, se si fa, coinvolge precisamente dodici maschi e, delle antifone che possono accompagnare il rito, l'ultima e l'unica che (con l'aggiunta di molte altre preghiere) non si può omettere non è "Vi do un comandamento nuovo...", ma la ("Ubi caritas et amor ..."), che la forma ordinaria del rito romano raccomanda per l'uso durante la preparazione dei doni.
Prima della riforma della Settimana Santa fatta da papa Pio XII nel 1955, il Messale romano non prevedeva l'inserzione nella messa (che si celebrava prima di mezzogiorno) del rito della lavanda dei piedi.

## Struttura nel rito ambrosiano
La Messa nel Cena del Signore in rito ambrosiano è obbligatoriamente celebrata tra i Vespri, secondo lo schema proprio della liturgia ambrosiana.
La celebrazione inizia con il Rito della Luce, durante il quale vengono accese le candele e le luci della chiesa. A questo, segue il canto dell'inno Hymnum canamus supplices, durante il quale il sacerdote incensa l'altare; quindi, dopo la recita o il canto del responsorio, ha inizio la celebrazione della Messa a partire dalla liturgia della Parola.
Vengono proclamate:
- La lettura veterotestamentaria dal Libro del profeta Giona (Gio 1,1-3,5.10[16]);
- Il salmello tratto dal Vangelo secondo Marco (Mc 14,38.41.42;9,31[17]);
- L'epistola tratta dalla Prima lettera di san Paolo ai Corinzi (1Cor 11,20-34[18]);
- Il Vangelo della prima parte della Passione secondo Matteo, fino al rinnegamento di Pietro. (Mt 26,17-75[19]).

Rispetto alla struttura tradizionale della Messa si nota l'assenza del Salmo responsoriale propriamente detto, sostituito dal salmello, e la recita di un'orazione tra il salmello e l'epistola.
Dopo l'omelia viene cantata l'antifona Coenae tuae mirabili, poi la celebrazione prosegue secondo lo schema tradizionale della Messa di rito ambrosiano fino alla Comunione. Alla Consacrazione è obbligatorio l'uso della Preghiera eucaristica V ambrosiana.
Terminata la distribuzione della Comunione, il sacerdote pone sull'altare la pisside contenente tutte le particole avanzate e, inginocchiatosi, la incensa; quindi, indossato il velo omerale di colore rosso, prende la pisside e la porta in processione al luogo della reposizione mentre si canta il Pange lingua.
Giunta la processione al luogo della reposizione, il sacerdote pone la pisside nel tabernacolo, si inginocchia, incensa il Santissimo Sacramento e chiude il tabernacolo. Quindi, dopo un breve istante di adorazione silenziosa, la celebrazione prosegue con la salmodia dei vespri, che può essere recitata dopo il ritorno all'altare maggiore oppure all'altare stesso della reposizione.
Terminata la salmodia, il sacerdote recita l'orazione dopo la comunione, quindi conclude la messa con la benedizione e il congedo, secondo lo schema solito.
Oltre alle differenze nella struttura della messa, rispetto alla celebrazione di rito romano vale la pena sottolineare il fatto che il rito della lavanda dei piedi nella liturgia di rito ambrosiano non può mai essere unito alla celebrazione della messa nella cena del Signore, ma costituisce un momento liturgico a sé stante, che può essere celebrato nel pomeriggio, oppure subito prima o subito dopo la messa, ma non durante.
Il colore liturgico previsto per la messa nella cena del Signore, a differenza della celebrazione in rito romano, è il rosso.